# تیره (مردم بختیاری)
تیره در تعاریفِ سازمانِ اجتماعیِ مردم بختیاری، یکی از واحدهای متعددِ اجتماعی در درونِ ایل است. ساختارِ اجتماعی در بختیاری از یک سیاه‌چادر —که پایین‌ترین سطحِ ساختارِ اجتماعی است— آغاز گشته و تا ایل ادامه می‌یابد.

## مفهومِ تیره
در طوایفِ بختیاری، هر تیره از چندین اولاد به‌وجود می‌آید. در کوچ‌ها، اردوهایی که با هم خویشاوندند به‌صورتِ واحدهایِ کوچنده (تیره) —که جمعیتِ هر کدام به چندصدنفر بالغ می‌شود— گردِ هم می‌آیند و کوچ را می‌آغازند؛ بنابراین مجموعِ اولادها و کُروبَووها که همگی با هم خویشاوند هستند را یک تیره می‌نامند.
علیقلی‌خان سردار اسعد در توضیحِ طایفه‌های بختیاری چنین می‌گوید:
هفت‌لنگِ بختیاری شاملِ چهار طایفه است:
1. دورکی
2. دینارونی
3. بابادی
4. بختیاروند

چهارلنگِ بختیاری، مشتمل بر ۵ طایفه است:
1. محمودصالح
2. کیانِرسی
3. موگویی
4. زَلَّقی
5. مَمی‌وَند

هر باب، شامل تعدادی طایفه و هر طایفه به چند تیره و هر تیره به اولاد (کُربَوو و کُردا) تقسیم می‌شود.